# Lophoruza chalcocosma
Lophoruza chalcocosma là một loài bướm đêm trong họ Noctuidae.